# Метсакальмісту
Метсакальмісту (ест. Metsakalmistu, «Лісовий цвинтар») — міський цвинтар Таллінна, на якому поховані відомі письменники, художники, скульптори, архітектори, ветерани війни за незалежність та політичні діячі Естонії. Цвинтар є пам'яткою національного значення Естонії з 21 червня 1995 року.

## Розташування
Цвинтар розташований у мікрорайоні Клоостріметса, що у таллінському районі Піріта. Назва Метсакальмісту з естноської перекладається як «Лісовий цвинтар».

## Історія
Метсакальмісту було засновано як публічний міський цвинтар у 1933 році, офіційно ж цвинтар був відкритий у 1939 році.

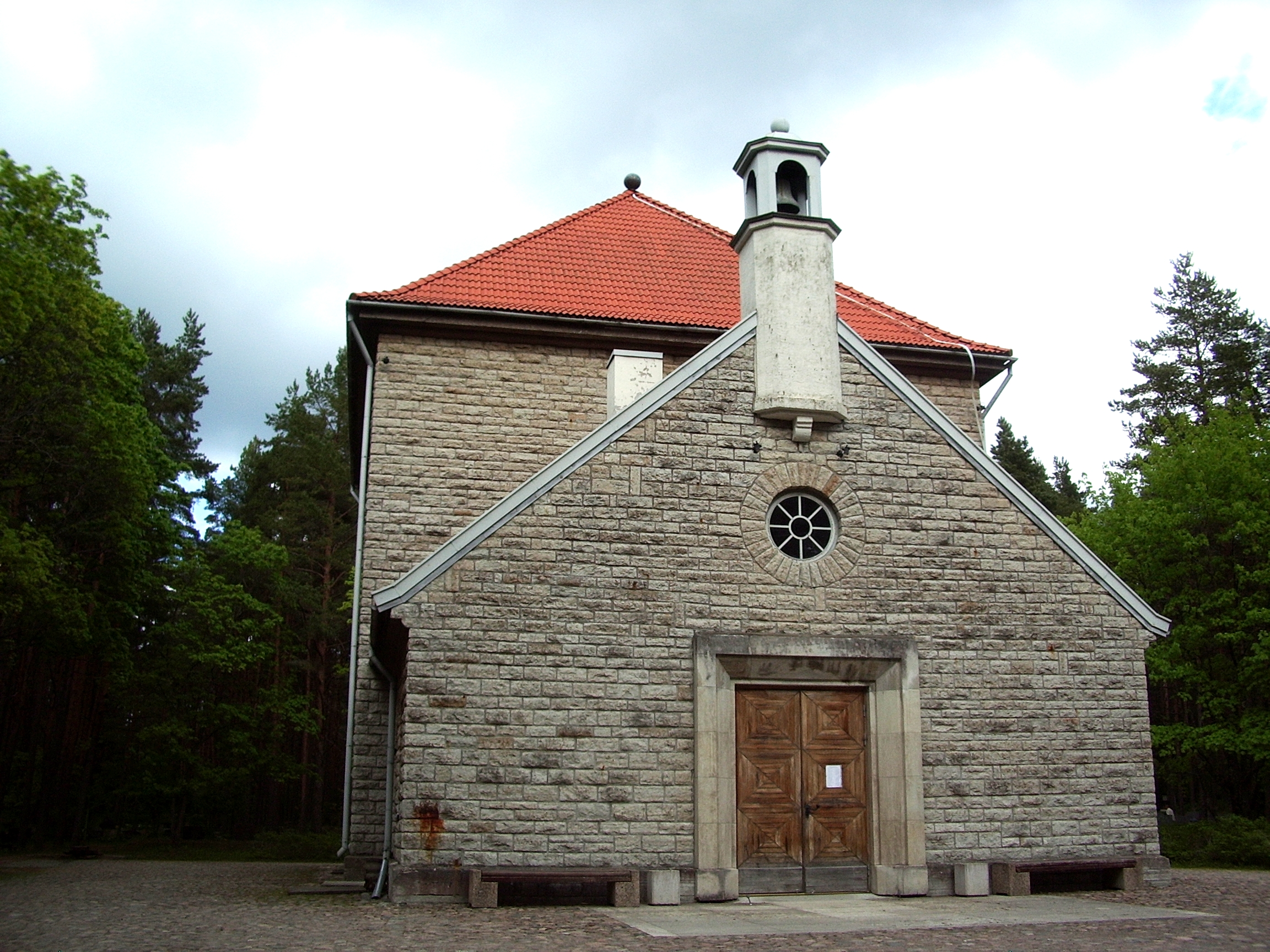
Каплиця цвинтара

Місце під цвинтар було вибране у районі Клоостріметса. Початково площа цвинтара становила 24,2 га, але згодом була розширена, та на даний час становить 48,3 га.

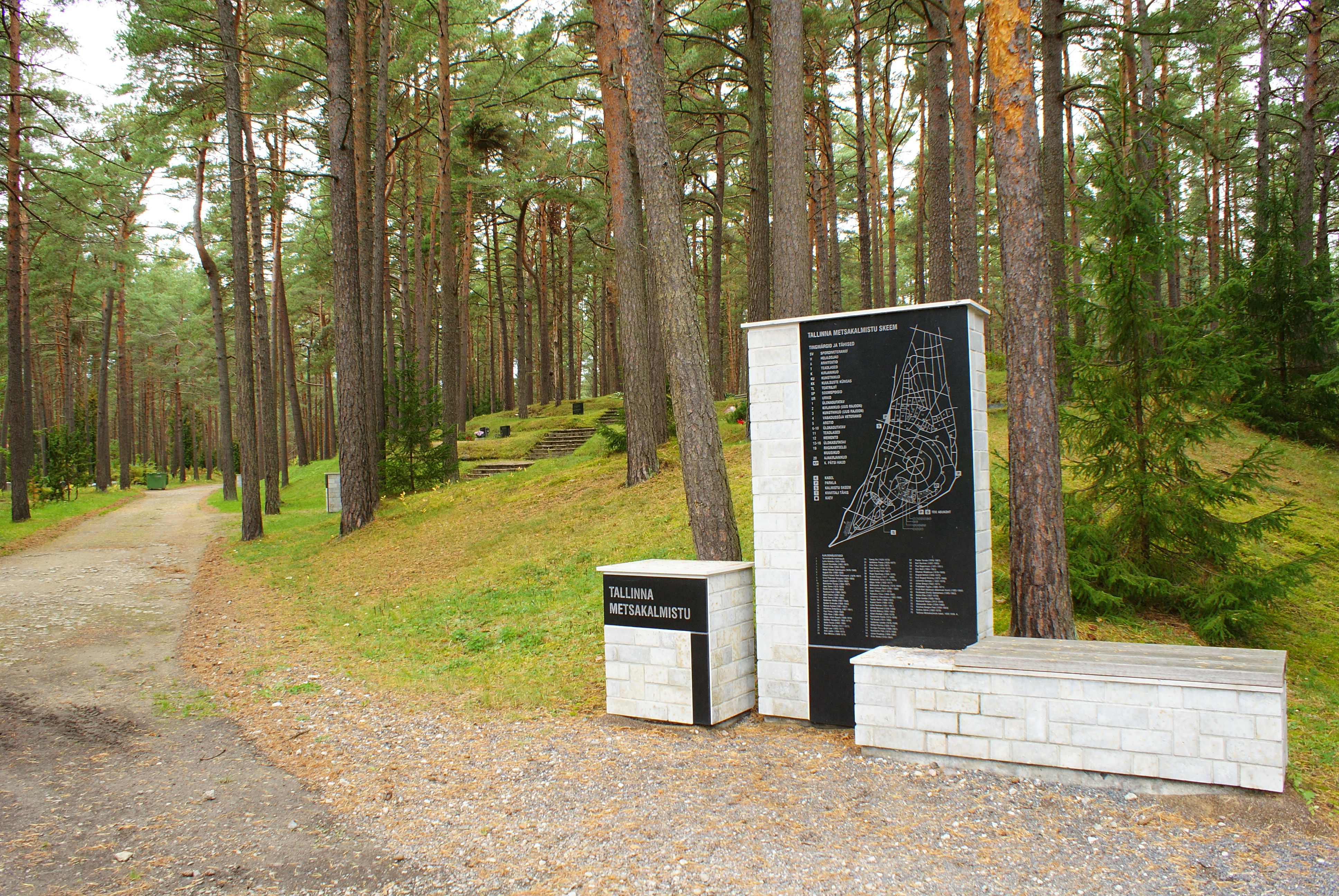

Оскільки Метсакальмісту — це лісовий природний цвинтар, тому й вимоги до його оформлення є особливими — він повинен був залишати враження природного лісу. Саме через це було заборонено встановлювати хрести, паркани, монументальні гробівці, а максимальний розмір надгробного каменю повинен не перевищувати 80 х 50 см. Допустима нині максимальна висота надгробка становить 1,5 м.
До тепер у оформленні поховань рекомендується дотримуватися принципу близькості до природи: паркани квітів, газонні, покриття з моху тощо.
У 1936 році на цвинтарі було зведено каплицю за проектом архітектора Герберта Йогансона (1884—1964). Каплиця була підпалена вандалами, але відновлено за підтримки Талліннської міської управи у 1996 році. Цвинтарна каплиця є пам'яткою архітектури Естонії.
Едуарда Вільде, естонський письменник та драматург, 30 грудня 1933 року був першим похований на цвинтарі.
У 2006 році на цвинтарі створено колумбарій.
На Метсакальмісту виділені окремі місця для поховання письменників, художників, артистів, спортсменів та інших громадських діячів.
Кожне похованням відомих осіб позначене спеціальним стовпчиком з написом естонською мовою, про професійну приналежність.

## Відомі поховання на Метсакальмісту
- Евальд Аав — естонський композитор, хоровий диригент.
- Емма Ассон — естонська політична діячка, соціал-демократ.
- Гендрік Аллік — радянський державний та партійний діяч.
- Авґуст Алле — естонський письменник.
- Александер Ардер — естонський співак (баритон, бас) та педагог.
- Адамсон-Ерік — естонський радянський художник
- Ніґол Андресен — естонський радянський письменник.
- Едуард Борнгьое — естонський письменник.
- Карл Бурман (старший) — естонський архітектор, художник-графік.
- Імбі Валґемяе — естонська акторка.
- Раймонд Валґре — естонський композитор та музикант.
- Арнольд Веймер — естонський радянський партійний та політичний діяч.
- Едуард Вільде — естонський письменник та драматург.
- Пауль Віідінґ — естонський письменник, поет та літературний критик.
- Туудур Веттік — естонський композитор та хоровий диригент.
- Аасмяе Гардо — естонський радянський державний та політичний діяч.
- Антс Ескола — естонський актор та співак.
- Яак Йоала — естонський співак, музикант та музичний педагог.
- Густав Ернесакс — естонський композитор та хоровий диригент.
- Пауль Пінна — естонський актор та театральний режисер
- Юрі Ярвет — радянський естонський актор театру та кіно.
- Микола Каротамм — естонський радянський партійний та державний діяч.
- Альберт Ківікас — естонський письменник та журналіст.
- Алар Котлі — естонський радянський архітектор.
- Каарел Карм — естонський актор.
- Пауль Керес — естонський радянський шахіст, шаховий теоретик.
- Лідія Койдула — естонська поетеса.
- Константин Конік — естонський хірург
- Кальє Кійськ — естонський режисер та актор.
- Леннарт Мері — естонський письменник та державний діяч, президент Естонії у 1992–2001.
- Еуґен Капп — естонський композитор та музичний педагог.
- Костянтин Конік — естонський політик та хірург.
- Йоганнес Кебін — естонський радянський державний та партійний діяч.
- Антс Лаутер — естонський актор, театральний режисер та педагог.
- Ганс Леберехт — естонський радянський письменник.
- Артур Лемба — естонський радянський композитор, піаніст та педагог.
- Калю Лепік — естонський поет.
- Ада Лундвер — естонська акторка.
- Мікк Міківер — естонський актор, театральний режисер та драматург.
- Густав Наан — естонський радянський філософ, фізик та космолог.
- Альфред Неуланд — естонський важкоатлет, олімпійський чемпіон.
- Сулев Ниммік — естонський театральний та кінорежисер, актор, гуморист та комік.
- Алендер Урмас — естонський рок-співак та композитор.
- Маті Унт — естонський письменник, есеїст та режисер.
- Найссоо Уно — естонський радянський композитор, теоретик музики та музичний педагог.
- Вольдемар Пансо — естонський актор, театральний режисер та педагог.
- Антон Гансен Таммсааре — естонський письменник.
- Йоганнес Семпер — естонський письменник та перекладач.
- Артур Рінне — естонський оперний та естрадний співак.
- Ауґуст Рей — естонський державний діяч та дипломат.
- Арен Рейно — естонський актор.
- Ґеорґ Отс — естонський оперний та естрадний співак (ліричний баритон).
- Едуард Оле — естонський художник.
- Ліллі Промет — естонська письменниця.
- Ендель Пуусепп — радянський літун, Герой Радянського Союзу (1942)
- Костянтин Пятс — президент міжвоєнної Естонії.
- Альфонс Ребане — естонський військовий діяч, командир 20-ї гренадерської дивізії СС.
- Юло Соостер — естонський художник.
- Мартін Тарас — естонський оперний співак (лірико-драматичний тенор).
- Фрідеберт Туґлас — естонський письменник та критик
- Лембіт Ульфсак — естонський актор театру та кіно.
- Юган Кукк — естонський державний діяч, президент Естонії (1922—1923).
- Юган Смуул — естонський письменник.

## Світлини

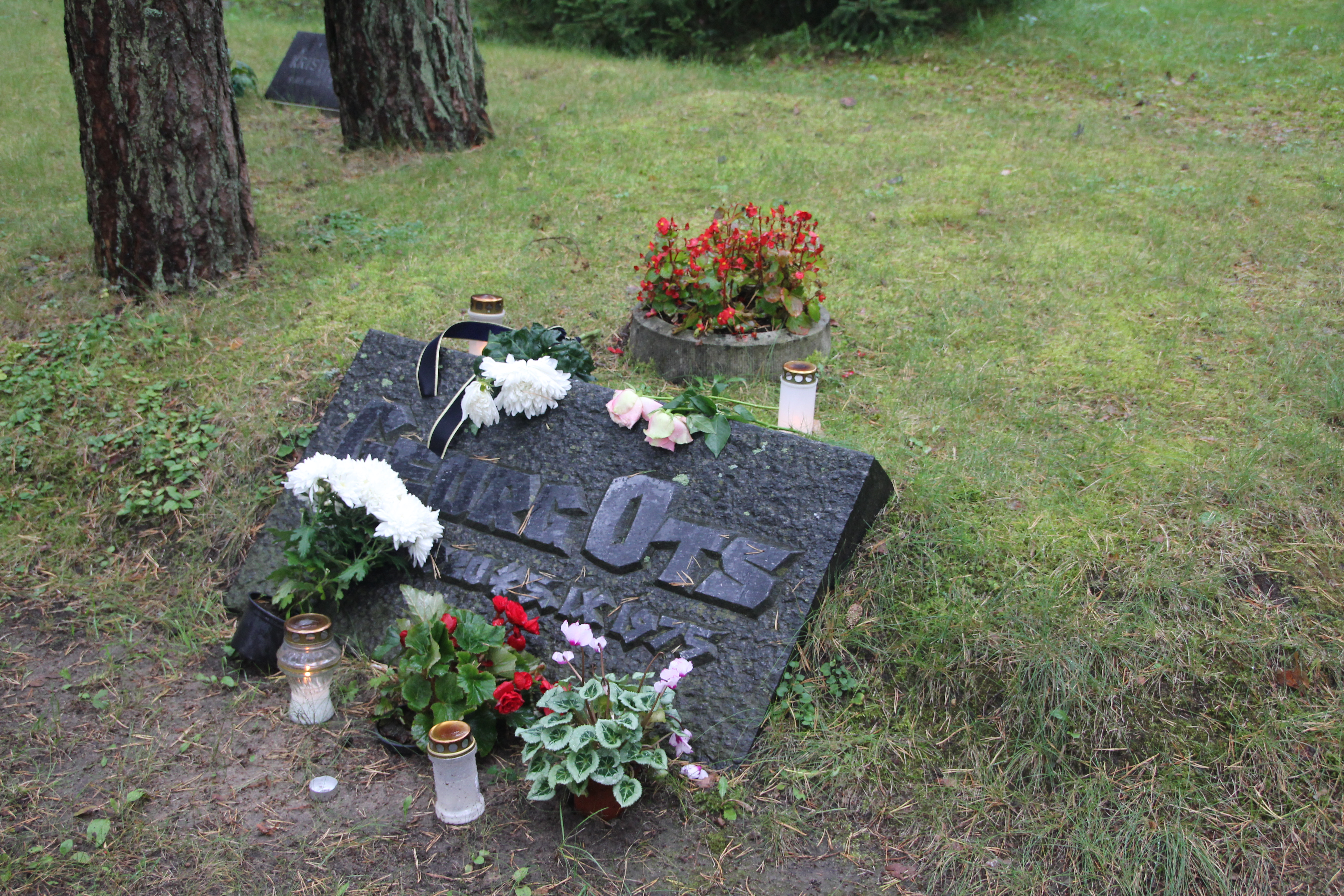
Надгробок Ґеорґа Отса
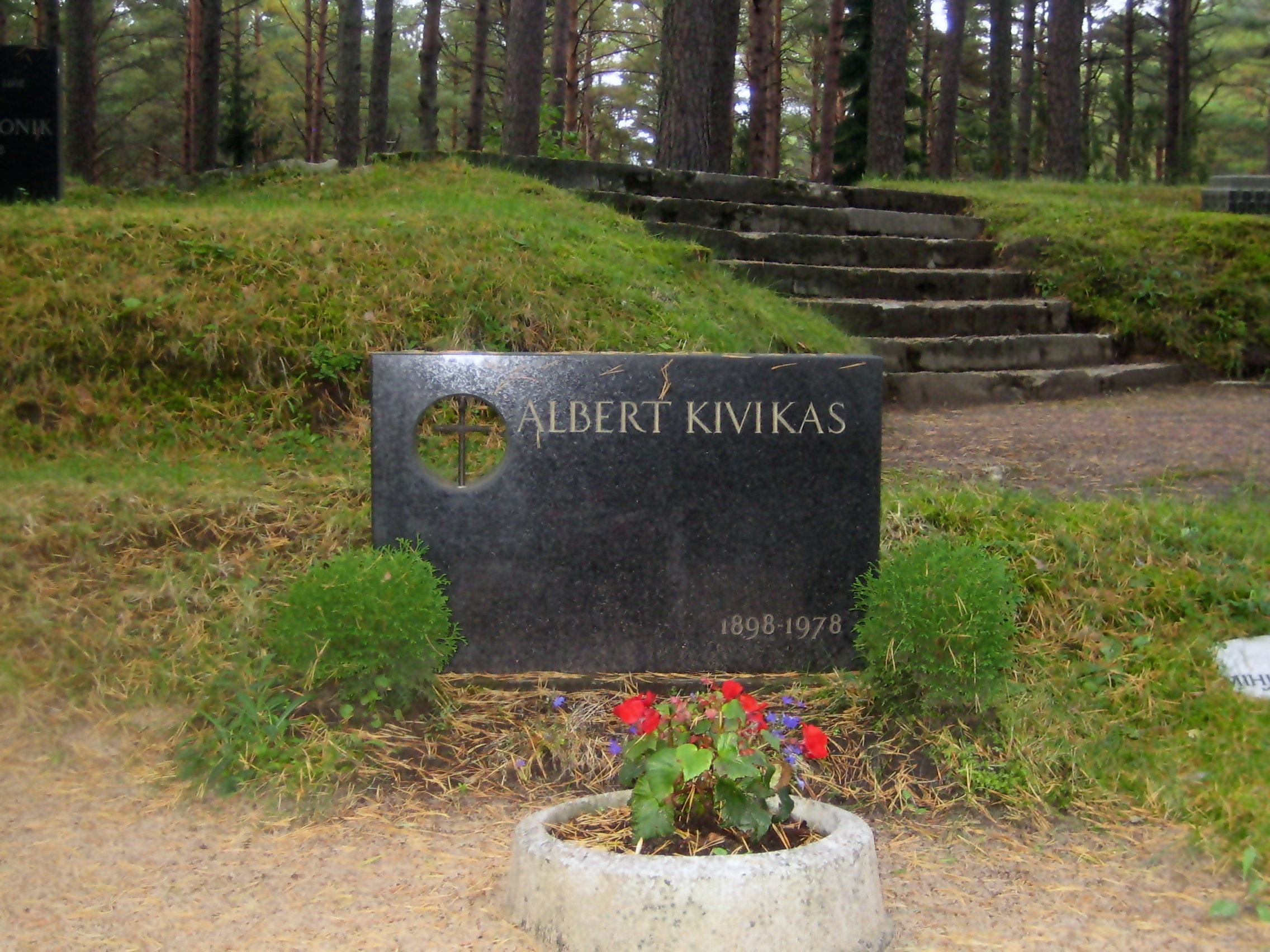
Надгробок Альберта Ківікаса
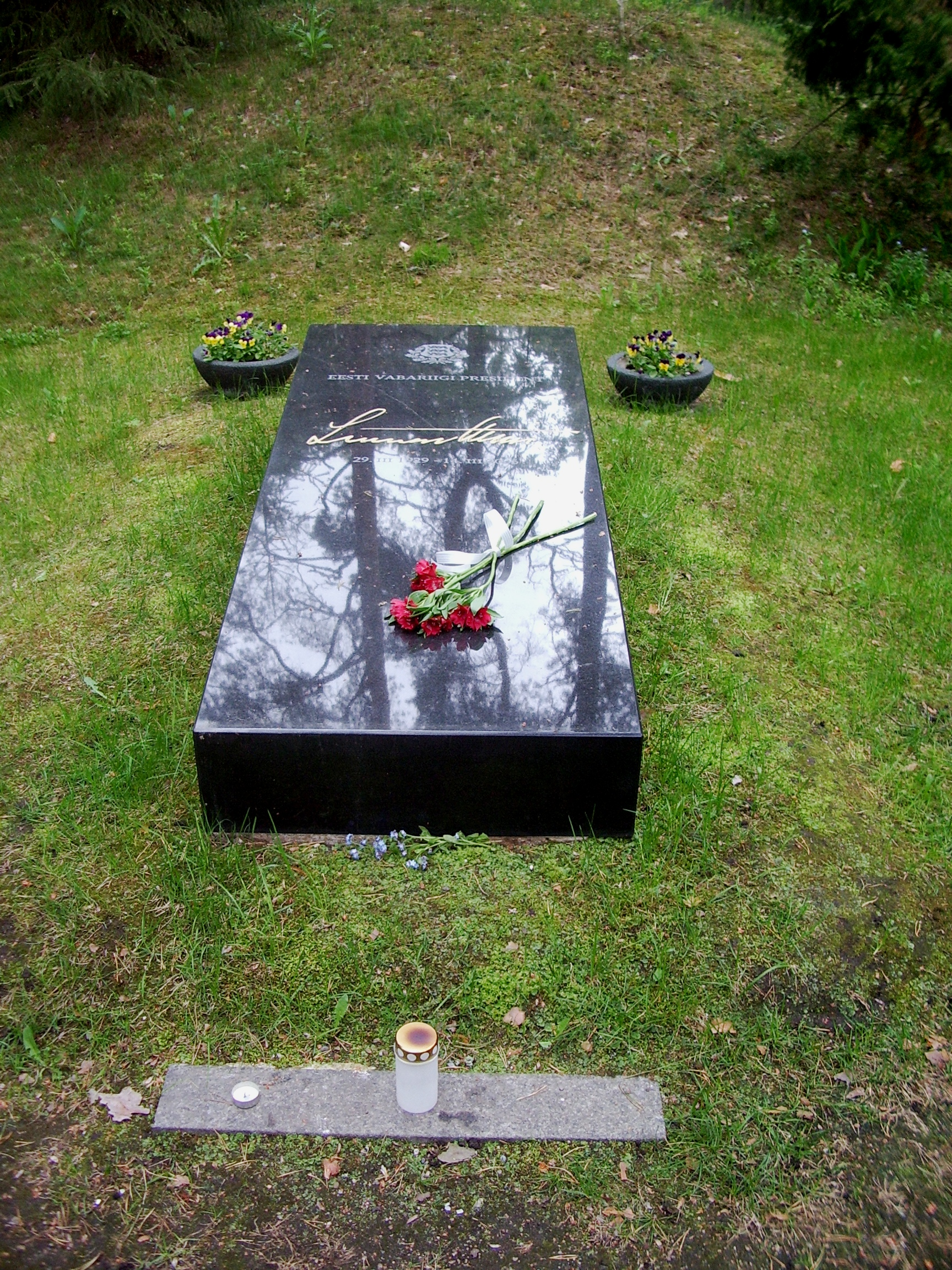
Надгробок Леннарта Мері